# Nordea Open 2021
Die Nordea Open 2021 waren ein WTA Challenger-Tennisturnier der WTA Challenger Series 2021 für Damen und ein ATP-Tennisturnier der ATP Tour 2021 für Herren in Båstad und fand für die Damen vom 5. bis 11. Juli und für die Herren unmittelbar folgend vom 12. bis 18. Juli 2021 statt.

## Herrenturnier
→ Qualifikation: Nordea Open 2021/Herren/Qualifikation